# 아시안 게임 축구

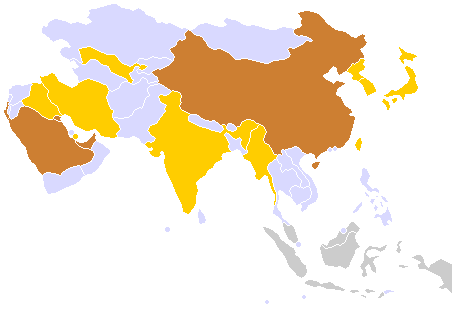
각 국가의 아시안 게임에서의 남자 축구 최고성적 (금메달-금색, 은메달-갈색, 동메달-회색, 기타-연보라)

아시안 게임의 운동 종목으로서의 남자 축구는 1951년 아시안 게임 때부터 시작되었고 여자 축구는 1990년 아시안 게임 때부터 시작되었다.

## 개요
1998년 아시안 게임까지는 연령 제한이 없었기 때문에 FIFA 월드컵이나 AFC 아시안컵처럼 국가대표팀이 참가할 수 있었으나 2002년 아시안 게임부터는 남성팀의 나이 제한이 올림픽 축구와 마찬가지로 23세 이하로 정해졌다.
그러나 상당수의 출전팀이 곧이어 시작되는 올림픽 예선에 대비하기 위한 목적으로 21세 이하 선수를 주축으로 선수단을 구성하고 있는 실정이며 나이 제한을 받지 않는 일명 '와일드카드'는 올림픽 축구와 마찬가지로 3명까지 선발할 수 있게 되었으며 여자팀의 경우 U-23 대표팀이 없기 때문에 AFC 여자 아시안컵이나 FIFA 여자 월드컵, 올림픽 축구처럼 나이 제한없이 성인 국가대표팀이 참가한다.
그리고 FIFA 월드컵 아시아 지역 예선과 AFC 아시안컵과는 달리 호주는 아시아 올림픽 평의회(OCA) 회원국이 아니므로 이 대회에는 참가가 아예 불가능하며 카자흐스탄도 OCA의 회원국으로서 다른 종목에는 참가하지만 2002년부터 아시아 축구 연맹을 탈퇴하고 유럽 축구 연맹으로 편입함에 따라 축구 종목만큼은 참가하지 않는다.

## 남성

### 요약
| 연도        | 개최지          |                                 | 결승                      | 결승                   | 결승           |                    | 3위 결정전             | 3위 결정전 | 3위 결정전 |
| 연도        | 개최지          | 금                              | 결과                      | 은메달                 | 동메달         | 결과               | 4위                    |            |            |
| ----------- | --------------- | ------------------------------- | ------------------------- | ---------------------- | -------------- | ------------------ | ---------------------- | ---------- | ---------- |
| 1951 자세히 | 뉴델리          | 인도                            | 1–0                       | 이란                   | 일본           | 2–0                | 아프가니스탄           |            |            |
| 1954 자세히 | 마닐라          | 중화민국                        | 5–2                       | 대한민국               | 버마           | 5–4                | 인도네시아             |            |            |
| 1958 자세히 | 도쿄            | 중화민국                        | 3–2                       | 대한민국               | 인도네시아     | 4–1                | 인도                   |            |            |
| 1962 자세히 | 자카르타        | 인도                            | 2–1                       | 대한민국               | 말라야         | 4–1                | 남베트남               |            |            |
| 1966 자세히 | 방콕            | 버마                            | 1–0                       | 이란                   | 일본           | 2–0                | 싱가포르               |            |            |
| 1970 자세히 | 방콕            | 대한민국 버마                   | 0–01 연장전               |                        | 인도           | 1–0                | 일본                   |            |            |
| 1974 자세히 | 테헤란          | 이란                            | 1–0                       | 이스라엘               | 말레이시아     | 2–1                | 조선민주주의인민공화국 |            |            |
| 1978 자세히 | 방콕            | 대한민국 조선민주주의인민공화국 | 0–01 연장전               |                        | 중국           | 1–0                | 이라크                 |            |            |
| 1982 자세히 | 뉴델리          | 이라크                          | 1–0                       | 쿠웨이트               | 사우디아라비아 | 2–02               | 조선민주주의인민공화국 |            |            |
| 1986 자세히 | 서울            | 대한민국                        | 2–0                       | 사우디아라비아         | 쿠웨이트       | 5–0                | 인도네시아             |            |            |
| 1990 자세히 | 베이징          | 이란                            | 0–0 연장전 (4–1) 승부차기 | 조선민주주의인민공화국 | 대한민국       | 1–0                | 태국                   |            |            |
| 1994 자세히 | 히로시마        | 우즈베키스탄                    | 4–2                       | 중국                   | 쿠웨이트       | 2–1                | 대한민국               |            |            |
| 1998 자세히 | 방콕            | 이란                            | 2–0                       | 쿠웨이트               | 중국           | 3–0                | 태국                   |            |            |
| 2002 자세히 | 부산            | 이란                            | 2–1                       | 일본                   | 대한민국       | 3–0                | 태국                   |            |            |
| 2006 자세히 | 도하            | 카타르                          | 1–0                       | 이라크                 | 이란           | 1–0                | 대한민국               |            |            |
| 2010 자세히 | 광저우          | 일본                            | 1–0                       | 아랍에미리트           | 대한민국       | 4–3                | 이란                   |            |            |
| 2014 자세히 | 인천            | 대한민국                        | 1–0 연장전                | 조선민주주의인민공화국 | 이라크         | 1–0                | 태국                   |            |            |
| 2018 자세히 | 자카르타·팔렘방 | 대한민국                        | 2–1 연장전                | 일본                   | 아랍에미리트   | 1–1 (4–3) 승부차기 | 베트남                 |            |            |
| 2022 자세히 | 항저우          |                                 | 대한민국                  | 2–1                    | 일본           |                    | 우즈베키스탄           | 4–0        | 홍콩       |

1 공동 우승

2 조선민주주의인민공화국은 준결승전 경기에서 심판을 폭행하여 아시아축구연맹(AFC)로부터 자격정지 2년의 징계처분을 받았다. 사우디아라비아가 이로 인해 3위 결정전에서 경기를 치르지 않고 자동(몰수승)으로 승리하였다.

### 메달 집계
| 팀                     | 금                                        | 은                   | 동                    |
| ---------------------- | ----------------------------------------- | -------------------- | --------------------- |
| 대한민국               | 6 (1970, 1978, 1986*, 2014*, 2018, 2022 ) | 3 (1954, 1958, 1962) | 3 (1990, 2002*, 2010) |
| 이란                   | 4 (1974*, 1990, 1998, 2002)               | 2 (1951, 1966)       | 1 (2006)              |
| 인도                   | 2 (1951*, 1962)                           |                      | 1 (1970)              |
| 미얀마                 | 2 (1966, 1970)                            |                      | 1 (1954)              |
| 중화 타이베이#         | 2 (1954, 1958)                            |                      |                       |
| 일본                   | 1 (2010)                                  | 3 (2002, 2018, 2022) | 1 (1951)              |
| 조선민주주의인민공화국 | 1 (1978)                                  | 2 (1990, 2014)       |                       |
| 이라크                 | 1 (1982)                                  | 1 (2006)             | 1 (2014)              |
| 우즈베키스탄           | 1 (1994)                                  |                      | 1 (2022)              |
| 카타르                 | 1 (2006*)                                 |                      |                       |
| 쿠웨이트               |                                           | 2 (1982, 1998)       | 2 (1986, 1994)        |
| 중화인민공화국         |                                           | 1 (1994)             | 2 (1978, 1998)        |
| 사우디아라비아         |                                           | 1 (1986)             | 1 (1982)              |
| 아랍에미리트           |                                           | 1 (2010)             | 1 (2018)              |
| 이스라엘               |                                           | 1 (1974)             |                       |
| 말레이시아             |                                           |                      | 2 (1962, 1974)        |
| 인도네시아             |                                           |                      | 1 (1958)              |

* = 개최국 

# = 차이니스 타이베이는 타이완(중화민국)으로 알려져 있다. 1979년 이후에 공식인정 받았다.

## 여성

### 요약
| 연도        | 개최지          |                        | 결승               | 결승                   | 결승                   |      | 3위 결정전    | 3위 결정전 | 3위 결정전   |
| 연도        | 개최지          | 금메달                 | 결과               | 은메달                 | 동메달                 | 결과 | 4위           |            |              |
| ----------- | --------------- | ---------------------- | ------------------ | ---------------------- | ---------------------- | ---- | ------------- | ---------- | ------------ |
| 1990 자세히 | 베이징          | 중국                   | 3                  | 일본                   | 조선민주주의인민공화국 | 3    | 중화 타이베이 |            |              |
| 1994 자세히 | 히로시마        | 중국                   | 2–0                | 일본                   | 중화 타이베이          | 4    | 대한민국      |            |              |
| 1998 자세히 | 방콕            | 중국                   | 1–0                | 조선민주주의인민공화국 | 일본                   | 2–1  | 중화 타이베이 |            |              |
| 2002 자세히 | 부산            | 조선민주주의인민공화국 | 3                  | 중국                   | 일본                   | 3    | 대한민국      |            |              |
| 2006 자세히 | 도하            | 조선민주주의인민공화국 | 0–0 (4–2) 승부차기 | 일본                   | 중국                   | 2–0  | 대한민국      |            |              |
| 2010 자세히 | 광저우          | 일본                   | 1–0                | 조선민주주의인민공화국 | 대한민국               | 2–0  | 중국          |            |              |
| 2014 자세히 | 인천            | 조선민주주의인민공화국 | 3–1                | 일본                   | 대한민국               | 3–0  | 베트남        |            |              |
| 2018 자세히 | 자카르타·팔렘방 | 일본                   | 1–0                | 중국                   | 대한민국               | 4–0  | 중화 타이베이 |            |              |
| 2022 자세히 | 항저우          |                        | 일본               | 4–1                    | 조선민주주의인민공화국 |      | 중국          | 7–0        | 우즈베키스탄 |

3 라운드 로빈 토너먼트

4 라운드 로빈 순위에 의해 결정

### 메달 집계
| 팀                     | 금                    | 은                          | 동                    |
| ---------------------- | --------------------- | --------------------------- | --------------------- |
| 조선민주주의인민공화국 | 3 (2002, 2006, 2014)  | 3 (1998, 2010, 2022)        | 2 (1990)              |
| 중화인민공화국         | 3 (1990*, 1994, 1998) | 2 (2002, 2018)              | 2 (2006, 2022)        |
| 일본                   | 3 (2010, 2018, 2022)  | 4 (1990, 1994*, 2006, 2014) | 2 (1998, 2002)        |
| 대한민국               |                       |                             | 3 (2010, 2014*, 2018) |
| 중화 타이베이          |                       |                             | 1 (1994)              |

* = 개최국

## 같이 보기
- 올림픽 축구
- 해변 아시안 게임 비치사커
- 국제 축구 연맹